# Tylösand
Tylösand is een badplaats in de gemeente Halmstad in de provincie Hallands län en het landschap Halland. De plaats heeft 387 inwoners (2005) en een oppervlakte van 51 hectare. De plaats ligt op de punt van het schiereiland Tyludden ongeveer ca 7 km ten westen van Halmstad. Tylösand is een van Zwedens meest bekende badplaatsen vanwege zijn prachtige zandstranden. Bovendien heeft deze regio van Zweden de meeste uren zon per jaar. Het is ook bekend vanwege de aanwezige golfbanen. Verder bevindt zich hier het Hotel Tylösand dat eigendom is van Per Gessle en Björn Nordstrand.
De bebouwing van Tylösand werd eertijds gedomineerd door zomerhuisjes, maar sinds enkele jaren is de plaats populair geworden onder de welgestelden. Hierdoor verrijzen er in Tylösand steeds meer luxe landhuizen en villa's.